# 中央儲備銀行舊址
中央儲備銀行舊址是上海市的一座歷史建築，位於常熟路100弄10號，修建於1936年。這座建築高3層，外觀是新古典主義風格。該建築最初是陶善鐘住宅。1938年時，蘇聯駐滬領事館亦曾在這裡辦公。1941年太平洋戰爭爆發後，該建築被汪精衛政權接管，作為中央儲備銀行使用。抗日戰爭結束後，中華民國政府接收了這座建築，撥給同濟大學醫學院使用。上海解放後，因同济医学院西迁武汉，該建築由上海歌劇舞劇院使用。2005年，中央儲備銀行舊址被列入上海市第四批優秀歷史建築名單。